# Волкова, Ольга Викторовна
О́льга Ви́кторовна Во́лкова (род. 7 ноября 1977, Москва, СССР) — российская журналистка, теле и радиоведущая.

## Биография
Ольга Волкова родилась 7 ноября 1977 года в Москве.
В 1995 году окончила английскую спецшколу №1227.
В 2000 году окончила Московский государственный университет имени М. В. Ломоносова.

## Телевидение
С 1995 по 2000 год работала ведущей «Русского радио».
С марта 2003 по август 2005 года — ведущая ночных выпусков программы «Сегодня» на телеканале «НТВ».
С февраля по сентябрь 2006 года работала на Московском информационном радио «Сити-FM».
С сентября 2006 по ноябрь 2010 года была ведущей программы «Сейчас» на «Пятом канале». На этом же канале вела прямые трансляции петербургского праздника выпускников «Алые паруса» и передачу «Открытая студия».
С ноября 2010 года работает ведущей новостей на телеканале «Звезда».

## Личная жизнь
Имеет ребёнка.

## Санкции
15 января 2023 года, из-за вторжения России на Украину, внесена в санкционный список Украины, предполагается блокировка активов на территории страны, приостановка выполнения экономических и финансовых обязательств, прекращение культурных обменов и сотрудничества, лишение украинских госнаград.